# Cao Đài mười hai chi phái
Cao Đài mười hai chi phái là một thuật ngữ thường dùng trong các tín đồ đạo Cao Đài thuộc các chi phái trừ Tòa Thánh Tây Ninh, được dùng để chỉ toàn thể đạo Cao Đài không phân biệt tông phái.
Con số 12 là con số linh thiêng trong đạo Cao Đài, vì vậy nói 12 phái Cao Đài là một hình thức ước lệ để chỉ toàn bộ tôn giáo Cao Đài, dù trên thực tế số chi phái Cao Đài có thể ít hơn hoặc nhiều hơn 12. Hoài Nhân, trong "40 năm lịch sử Đạo Cao Đài 1926-1966" trang 109, đã liệt kê ra được 35 Chi phái (Dẫn theo Cao Đài Từ điển). Tính đến hết năm 2010, nhà nước Việt Nam đã công nhận 38 tổ chức, giáo hội Cao Đài như những pháp nhân độc lập. Con số 12 chi phái là do phái Tiên Thiên đưa ra từ một bài cơ bút.
Dưới đây là những tông phái Cao Đài từng hoạt động trong lịch sử:

## Cao Đài Chiếu Minh
Hình thành từ năm 1919, do tín đồ Ngô Văn Chiêu tổ chức, chính thức mang tên Chiếu Minh từ năm 1926.

### Hội Thánh Cao Đài Chiếu Minh Long Châu
Thành lập năm 1956. Trụ sở Tòa Thánh Long Châu (xã Tân Phú Thạnh, huyện Châu Thành A, tỉnh Hậu Giang).

### Cao Đài Chiếu Minh Tam Thanh Vô Vi
Thành lập năm 1926. Trụ sở Thánh Đức Tổ Đình tại phường Hưng Lợi, quận Ninh Kiều, thành phố Cần Thơ.

#### Phái Đạo Chuyển
Đội khăn trắng.

#### Phái Đạo Khai
Đội khăn đen.

## Thánh thất Cầu Kho

### Thánh thất Cầu Kho
Phái Cầu Kho do ông Giáo sư Thượng Kỳ Thanh (Vương Quan Kỳ) đứng đầu, quy tụ được các ông: Giáo sư Thượng Bản Thanh (Đoàn Văn Bản) một trong 12 đệ tử Cao Đài đầu tiên, ông Nguyễn Văn Tường, Trần Quang Mính, Nguyễn Văn Khai,... Phần lớn số trí thức Cao Đài ở Sài Gòn đều ngã theo phái Cầu Kho.
Nguyên năm 1930, số Chức sắc tại Thánh thất Cầu Kho do ông Vương Quang Kỳ đứng đầu, không tuân lịnh Hội Thánh Cao Đài Tòa Thánh Tây Ninh thi hành quyển "Nghi Tiết Đại Đàn Tiểu Đàn" do Bảo Văn Pháp Quân Cao Quỳnh Diêu biên soạn, trình lên Hộ pháp Phạm Công Tắc, rồi chuyển qua Cửu Trùng Đài, Hội Thánh Cao Đài Tòa Thánh Tây Ninh xem xét đồng ý thì Quyền Giáo Tông Lê Văn Trung ban hành kể từ ngày 12 tháng 7 năm 1930 để áp dụng thống nhứt trong toàn đạo. Nhưng Thánh thất Cầu Kho không tuân theo nên tự tách ra lập thành Chi phái Cầu Kho, lấy Thánh thất Cầu Kho làm trụ sở. Về sau, Thánh thất này dời đến đất mới gần đó, xây dựng lên đặt tên là Thánh thất Nam Thành, hiện nay là Nam Thành Thánh thất ở đường Nguyễn Cư Trinh, Quận 1, Thành phố Hồ Chí Minh.

### Liên Hòa Tổng hội
Năm 1936, các ông Nguyễn Phan Long, Đoàn Văn Bản, Trần Quang Nghiêm, Trần Văn Quế, hợp nhau lập ra Liên Hòa Tổng Hội để tổ chức các cuộc hội Long Vân vận động hòa hiệp các chi phái. Liên Hòa Tổng Hội tổ chức được 12 hội Long Vân, nhưng các chi phái rất thờ ơ trong việc hòa hiệp. Đến năm 1945 phái này tan rã.

### Thánh thất Nam Thành
Năm 1948 dời về Thánh thất Nam Thành như hiện nay.

### Hội Thánh Cao Đài Cầu Kho Tam Quan
Trụ sở tại Tòa Thánh Cầu Kho Tam Quan (phường Hoài Nhơn Bắc, tỉnh Gia Lai).

## Tòa Thánh Tây Ninh
Là tổ chức Hội Thánh nguyên thủy đầu tiên của đạo Cao Đài, hình thành từ tháng 4 năm 1926, hoàn chỉnh vào tháng 2 năm 1927. Đây là tổ chức Hội Thánh có ảnh hưởng lớn nhất và số tín đồ đông nhất (2,5 triệu 2012) với gần 400 họ đạo với 380 Thánh thất, 135 Điện thờ Phật Mẫu và gần 100 công trình đang xây dựng mới hoặc tu bổ, tổ chức chặt chẽ và hoàn bị nhất trong toàn thể tôn giáo Cao Đài. Hầu hết các chi phái khác đều tách ra từ Tòa Thánh Tây Ninh cũng như chịu ảnh hưởng phần lớn về cách thức tổ chức giáo hội cũng như kinh văn, nghi lễ cơ bản của Hội Thánh Cao Đài Tòa Thánh Tây Ninh.
Hội Thánh Cao Đài Tòa Thánh Tây Ninh vào năm 1934 đã ban hành Đạo nghị định thứ 8 không thừa nhận các chi phái là những tổ chức chính thống của đạo Cao Đài và xem các chi phái khác là bàng môn tả đạo (dị giáo). Cũng như không thừa nhận rằng đạo Cao Đài có 12 chi phái và Tòa Thánh Tây Ninh là nguồn gốc của các chi phái chứ không phải là một chi phái.

## Cao Đài Chơn Lý
Hình thành năm 1928, chính thức thành lập năm 1931.

### Hội Thánh Cao Đài Chơn Lý
Phái Chơn Lý trước gọi là Minh Chơn Lý do Phối Sư Thái Ca Thanh (Nguyễn Văn Ca), tách ra từ Tòa Thánh Tây Ninh vào năm 1931. Ông Nguyễn Văn Ca nguyên là Đốc Phủ Sứ, nhập môn vào đạo Cao Đài năm 1926 và được phong phẩm Phối Sư phái Thái. Ông được lịnh đi hành đạo tại Cầu Vĩ, Mỹ Tho (Tiền Giang) nhưng sau ông nghe theo cơ bút của bác sĩ Trương Kế An nên ở luôn tại Cầu Vỹ, Mỹ Tho, không về Tòa Thánh Tây Ninh, và không tuân mạng lịnh của Hội Thánh Cao Đài Tòa Thánh Tây Ninh nữa, lập phái Minh Chơn Lý vào năm 1931.
Đây là phái có số lượng tín đồ đông thứ 6, gồm khoảng 1 vạn tín đồ trên khắp 32 tỉnh, thành phố trực thuộc hệ thống 38 tỉnh, thành có cơ sở thờ tự Cao Đài, với 30 thánh thất và các trường quy. Địa bàn có đông tín đồ nhất là tỉnh Tiền Giang, địa phương có nhiều Thánh thất nhất là tỉnh Long An. Hội Thánh Cao Đài Chơn Lý được Nhà nước Việt Nam công nhận chính thức tư cách pháp nhân vào ngày 14 tháng 3 năm 2000. Trung ương Hội Thánh đặt tại Tòa Thánh Chơn Lý, thuộc ấp Mỹ An, xã Mỹ Phong, thành phố Mỹ Tho, tỉnh Tiền Giang.

### Giáo hội Cao Đài Việt Nam Bình Đức
Phái này tách ra từ phái Chơn Lý vào năm 1961, quản lý 9 cảnh, 6 thánh thất, 16 cảnh Trường quy với hơn 2.300 tín đồ ở các tỉnh Tiền Giang, Long An, Bến Tre, Đồng Tháp và Thành phố Hồ Chí Minh. Được nhà nước Việt Nam công nhận pháp nhân vào ngày 17 tháng 7 năm 2011. Trung ương giáo hội đặt tại Thiên Tòa Hoàng Đạo (xã Bình Đức, huyện Châu Thành, tỉnh Tiền Giang).

## Cao Đài Tiên Thiên

### Hội Thánh Cao Đài Tiên Thiên
Phái này do Giáo Hữu Ngọc Chính Thanh (Nguyễn Văn Chính) lập ra ở Cai Lậy (Tiền Giang). Nguyên ông Nguyễn Văn Chính thọ phong Giáo Hữu tại Tòa Thánh Tây Ninh, nhưng ông không hành đạo, mà lo việc luyện đạo và lập cơ bút riêng. Ông bị Hội Thánh Đại Đạo Tam Kỳ Phổ Độ Tòa Thánh Tây Ninh cảnh cáo nhiều lần, và cuối cùng thì ông bị trục xuất vào năm 1930.
Phái này có thêm nhiều nhân vật có địa vị xã hội tham gia như: thầu khoán Lê Kim Tỵ. Năm 1932, cơ bút phong ông Nguyễn Văn Chính làm chức Chưởng Pháp, các ông Nguyễn Văn Tòng và Lê Kim Tỵ qua hợp tác với ông Chính, chính thức thành lập phái Tiên Thiên, lập Tòa Thánh Châu Minh tại làng Sóc Sãi tỉnh Bến Tre.
Hiện phái này quản lý hơn 8 vạn tín đồ, với hơn 127 Thánh tịnh ở rải rác 15 tỉnh thành. Là chi phái được nhà nước Việt Nam công nhận pháp nhân sớm nhất vào ngày 29 tháng 7 năm 1995. Trung ương đặt tại Tòa Thánh Châu Minh (xã Tiên Thủy, huyện Châu Thành, tỉnh Bến Tre).

### Tây Tông Vô Cực Cung
Đây chỉ là một nhóm tu đơn nhỏ, do ông Nguyễn Bửu Tài, pháp danh Thiện Pháp, lập ra tại quê nhà của ông là làng Phú Hưng, tục gọi làng Chẹt Sậy, quận Châu Thành, tỉnh Bến Tre.
Phái này cho rằng phái tu đơn của Ngô Văn Chiêu từ Phú Quốc chuyển về Sài Gòn là phái Đông Tông, còn Nguyễn Bửu Tài ở Bến Tre là Tây Tông, nên ông gọi Thánh Tịnh của ông lập ra ở Chẹt Sậy là Tây Tông Vô Cực Cung.
Như vậy, Tây Tông Vô Cực Cung không phải là một Chi phái của Đạo Cao Đài và cũng không dính dáng gì đến Đạo Cao Đài, chỉ có điều là sau đó ông Nguyễn Bửu Tài gia nhập phái Tiên Thiên, trở thành Chức sắc cao cấp (Thượng Đầu Sư) của Tiên Thiên, rồi lãnh đạo phái Tiên Thiên quy hiệp về Tòa Thánh Tây Ninh năm 1947.
Sau khi ông Nguyễn Ngọc Tương là Giáo tông phái Ban Chỉnh Đạo quy liễu, Nguyễn Bửu Tài rút lui khỏi Toà Thánh Tây Ninh, trở về tái lập phái Tiên Thiên, sau đó cơ bút của ông phong ông chức Giáo tông của phái Tiên Thiên.

## Cao Đài Ban Chỉnh Đạo
Ban Chỉnh Đạo được hình thành khi nhị vị Quyền Đầu Sư Thượng Tương Thanh (Nguyễn Ngọc Tương) và Ngọc Trang Thanh (Lê Bá Trang) buộc phải rời Tòa Thánh Tây Ninh về Thánh Thất Bình Hòa (Sài Gòn) và An Hội (Bến Tre) kêu gọi chấn chỉnh nền Đạo lúc bấy giờ.
Vào đầu năm 1934, nhị vị Quyền Đầu Sư Thượng Tương Thanh và Ngọc Trang Thanh bất đồng ý kiến trầm trọng với Quyền Giáo Tông Lê Văn Trung và Hộ pháp Phạm Công Tắc, nên hai ông rút khỏi Tòa Thánh Tây Ninh, về Bến Tre lập Ban Chỉnh Đạo, với mục đích chấn chỉnh lại nền Đạo, quy tụ được 85 Thánh thất theo về với hai ông.
Sau này, ông Nguyễn Ngọc Tương lên ngôi Giáo Tông Ban Chỉnh Đạo, ông tổ chức Ban Chỉnh Đạo thành một chi phái có đủ các cơ quan đạo như Tòa Thánh Tây Ninh.
Hiện phái này quản lý hơn 80 vạn tín đồ, với hơn 299 thánh thất ở 25 tỉnh thành. Một số lượng nhỏ tín đồ cư trú tại nước ngoài. Địa bàn có đông tín đồ nhất là tỉnh Bến Tre. Được nhà nước Việt Nam công nhận pháp nhân ngày 8 tháng 8 năm 1997. Trung ương Hội Thánh đặt tại Tòa Thánh Bến Tre (phường 6, thành phố Bến Tre, tỉnh Bến Tre).

## Cao Đài Minh Chơn Đạo
Phái này được thành lập năm 1935, bởi các ông Chưởng Pháp Trần Đạo Quang (nguyên là Chức sắc cao cấp của Tòa Thánh Tây Ninh), Cao Triều Phát và Nguyễn Ngọc Thiệu, tách khỏi phái Minh Chơn Lý, quy tụ về Giá Rai, Bạc Liêu, lập ra.
Phái Minh Chơn Đạo giữ đúng theo Tân Luật, Pháp Chánh Truyền và lễ nghi của đạo Cao Đài buổi sơ khai. Phái Minh Chơn Đạo dưới sự lãnh đạo của ông Cao Triều Phát gia nhập Việt Minh, bản thân ông Cao Triều Phát được giữ chức cố vấn Ủy ban kháng chiến hành chánh Nam Bộ. Sau Hiệp định Genève, 1954, ông Cao Triều Phát được tập kết ra Bắc, và quy liễu tại Hà Nội trong năm sau.
Hiện phái này quản lý 47 thánh Thất phân bổ trong 4 tỉnh. Địa bàn có đông tín đồ nhất tại Cà Mau. Được nhà nước Việt Nam công nhận pháp nhân vào ngày 2 tháng 8 năm 1996. Trung ương Hội Thánh đặt tại Tòa Thánh Ngọc Sắc (xã Hồ Thị Kỷ, huyện Thới Bình, tỉnh Cà Mau).

## Trung Hưng Bửu Tòa

### Cơ quan Truyền giáo Trung Việt
Năm 1936, phái Tiên Thiên đã tổ chức bí mật sự truyền đạo của mình ra Quảng Nam và Đà Nẵng với các ông ở tại đó là: Lê Trí Hiển, Nguyễn Quang Châu, Trần Công Bang, Huỳnh Ngọc Trác và 4 đồng tử: Long, Lân, Qui, Phụng.
Sự kiện nổi bật nhất của phái này là công cuộc cổ động và vận động xây cất Thánh thất Trung Thành tại Đà Nẵng, chỉ trong thời hạn 22 ngày là xong, để làm Đại lễ Khánh thành ngày 8 tháng 4 năm Mậu Dần (dl ngày 7 tháng 5 năm 1938). Những vị đóng vai tích cực trợ giúp quan trọng đi đến thành công là quý: Trần Đạo Quang, Cao Triều Phát, Nguyễn Bửu Tài và nhất là ông Lê Kim Tỵ của phái Tiên Thiên.
Sau Hiệp định Genève 1954, tín đồ phái này ở các nơi quy tụ trở lại, quyết định đưa Cơ quan Truyền giáo Trung Việt lên thành Hội Thánh, nên mua thêm một khu đất rộng tại đường Nguyễn Hoàng, Đà Nẵng, để xây dựng Trung Hưng Bửu Tòa, làm Đại lễ Khánh thành vào ngày 1 tháng 6 năm Bính Thân (dl ngày 8 tháng 7 năm 1956), ra mắt Hội Thánh Truyền giáo Cao Đài.
Năm 1973, Hội Thánh Truyền giáo Cao Đài có hai vị đứng đầu là: Chánh Phối Sư Ngọc Quế Thanh (Trần Văn Quế) Chủ trưởng Hội Thánh và Thanh Long Lương Vĩnh Thuật, Thanh tra quyền pháp, đại diện Hiệp Thiên Đài.
Cơ quan truyền giáo Trung Việt chính là tiền thân của phái Truyền giáo Cao Đài hiện nay.

### Hội Thánh Truyền giáo Cao Đài
Thành lập năm 1956. Trụ sở tại Trung Hưng Bửu Tòa (63 Hải Phòng, phường Thạch Thang, quận Hải Châu, thành phố Đà Nẵng).

### Bạch Y Liên Đoàn Chơn Lý
Hình thành năm 1936, thành lập năm 1955. Còn gọi là Hội Thánh Bạch Y Liên Đoàn Chơn Lý. Trụ sở tại Tòa Thánh Ngọc Kinh(675, ấp Hòa An, xã Mong Thọ, huyện Châu Thành, tỉnh Kiên Giang).

## 9 Hội Thánh Cao Đài có tổ chức Giáo hội được chính quyền công nhận về tổ chức[4]
1. Hội Thánh Cao Đài Tiên Thiên (Quyết Định số 51/QĐ/TGCP ngày 29/7/1995 của Ban Tôn Giáo Chính phủ). Còn gọi là Hội Thánh Tiên Thiên ở Bến Tre, do Giáo sư Lê Kim Tỵ sáng lập.
2. Hội Thánh Cao Đài Chiếu Minh Long Châu (Quyết Định số 1562/QĐ.CT.HC.96 ngày 27/7/1996 của UBND tỉnh Cần Thơ). Còn gọi là Chiếu Minh Đàn do Ngài Ngô Văn Chiêu sáng lập.
3. Hội Thánh Cao Đài Minh Chơn Đạo (Quyết Định số 39/QĐ/TGCP ngày 02/8/1996 của Ban Tôn Giáo Chính phủ). Còn gọi là Tòa Thánh Ngọc Sắc ở tỉnh Bạc Liêu, do Chưởng Pháp Trần Đạo Quang xây dựng, tiếp nối là Ông Cao Triều Phát.
4. Hội Thánh Truyền giáo Cao Đài (Quyết Định số 40/QĐ/TGCP ngày 24/9/1996 của Ban Tôn Giáo Chính phủ). Còn gọi là Trung Hưng Bửu Tòa tại TP. Đà Nẳng.
5. Hội Thánh Cao Đài Tây Ninh (Quyết Định số 10/QĐ/TGCP ngày 09/5/1997 của Ban Tôn Giáo Chính phủ). Còn gọi là Tòa Thánh Tây Ninh, nguồn gốc Đạo Cao Đài.
6. Hội Thánh Cao Đài Ban Chỉnh Đạo (Quyết Định số 26/QĐ/TGCP ngày 08/8/1997 của Ban Tôn Giáo Chính phủ). Còn gọi là Hội Thánh Bến Tre của Giáo Tông Nguyễn Ngọc Tương.
7. Hội Thánh Cao Đài Bạch Y (Quyết Định số 2363/1998/QĐ-UB ngày 08/7/1998 của UBND tỉnh Kiên Giang). Còn gọi là Tòa Thánh Ngọc Kinh ở tỉnh Kiên Giang.
8. Hội Thánh Cao Đài Chơn Lý (Quyết Định số 16/2000/QĐ-TGCP ngày 14/3/2000 của Ban Tôn Giáo Chính phủ). Còn gọi là Tòa Thánh Minh Chơn Lý ở Mỹ Tho, do Phối Sư Nguyễn Văn Ca thành lập.
9. Hội Thánh Cao Đài Cầu Kho Tam Quan (Quyết Định số 199/2000/QĐ-TGCP ngày 28/4/2000 của Ban Tôn Giáo Chính phủ). Còn gọi là Tòa Thánh Cầu Kho ở tỉnh Bình Định – Qui Nhơn.

## 19 tổ chức Cao Đài (Tổ Đình, Thánh thất, Thánh Tịnh, Nhà Đàn, Cơ quan) hoạt động độc lập, đã được chính quyền công nhận về tổ chức[4]
1. Cao Đài Đại Đạo Chiếu Minh Tam Thanh Vô Vi – Thánh Đức Tổ Đình Cần Thơ (Công văn số 39/1998/CV-TG ngày 18/4/1998 của Ban Tôn Giáo tỉnh Cần Thơ)
2. Thánh thất Liên Hoa Cửu Cung Thiên Đạo Học Đường – TP. Hồ Chí Minh (Quyết Định số 329/QĐ-CN ngày 30/8/1999 của UBND TP. Hồ Chí Minh)
3. Chiếu Minh Đàn Chợ Lớn – Cao Đài Chiếu Minh Tam Thanh Vô Vi TP. Hồ Chí Minh (Quyết Định số 330/QĐ-CN ngày 30/8/1999 của UBND TP. Hồ Chí Minh)
4. Thánh thất Bàu Sen – TP. Hồ Chí Minh (Quyết Định số 346/QĐ-TG ngày 4/9/1999 của Ban Tôn Giáo - Dân tộc TP. Hồ Chí Minh)
5. Cơ quan Phổ Thông Giáo Lý Đại Đạo – TP. Hồ Chí Minh (Quyết Định số 301/QĐCN ngày 02/8/2000 của Ban Tôn Giáo - Dân tộc TP. Hồ Chí Minh)
6. Cao Đài Chiếu Minh Giáo Tòa Vĩnh Long (Công văn số 232/QĐ.HĐTG.BTG.2000 ngày 9/10/2000 của Ban Tôn Giáo tỉnh Vĩnh Long)
7. Nam Thành Thánh thất TP. Hồ Chí Minh (Quyết Định số 183/QĐ-CN ngày 12/4/2002 của Ban Tôn Giáo - Dân tộc TP. Hồ Chí Minh)
8. Thánh Tịnh Tân Minh Quang TP. Hồ Chí Minh (Quyết Định số 107/QD0-TG ngày 9/12/2002 của Ban Tôn Giáo - Dân tộc TP. Hồ Chí Minh)
9. Tây Thành Thánh thất – Cao Đài Thượng đế - Cần Thơ (Công văn số 563/UB ngày 24/2/2003 của UBND Thành phố Cần Thơ)
10. Chiếu Minh Tự - Cao Đài Thượng đế - Vĩnh Long (Quyết Định số 220/QĐ-HĐTG ngày 13/4/2005 của Ban Tôn Giáo - Dân tộc tỉnh Vĩnh Long)
11. Thánh Tịnh Thượng Linh Đàn – Vĩnh Long (Quyết Định số 1301/QĐ.UBND ngày 20/6/2006 của UBND tỉnh Vĩnh Long)
12. Thánh Tịnh Chiếu Minh – Cao Đài Chiếu Minh Tam Thanh Vô Vi – Bình Dương (Quyết Định ngày 21/12/2006 của UBND tỉnh Bình Dương)
13. Thánh Tịnh Tân Chiếu Minh – Cao Đài Chiếu Minh Tam Thanh Vô Vi – Vĩnh Long (Quyết Định số 2276/QĐ-UBND ngày 5/11/2007 của UBND tỉnh Vĩnh Long)
14. Hội Thánh Cao Thượng Bửu Tòa - Bạc Liêu (Công văn số 906/UBND-VX ngày 7/7/2008 của UBND tỉnh Bạc Liêu)
15. Thánh Tịnh Huỳnh Quang Sắc – TP. Hồ Chí Minh (Công văn số 5757/UBND-PCNC ngày 11/9/2008 của UBND TP. Hồ Chí Minh)
16. Thánh Tịnh Bạch Vân Cung – Cao Đài Thượng đế - Sóc Trăng
17. Pháp Bửu Đàn – Cao Đài Chiếu Minh Tam Thanh Vô Vi – Tây Ninh
18. Minh Cảnh Đàn – Cao Đài Chiếu Minh Tam Thanh Vô Vi – Tây Ninh
19. Vĩnh Nguyên Tự - Long An